# Streptochaeta
Streptochaeta es un género de plantas herbáceas de la familia de las poáceas. Es originario de América desde México hasta Argentina. Es el único miembro de la tribu Streptochaeteae. Comprende 5 especies descritas y de estas, solo 4 aceptadas.

## Descripción
Son hierbas erectas perennes emergiendo de coronas nodosas; tallos en su mayoría simples; plantas hermafroditas. Lígula ausente; pseudopecíolo anchamente sulcado, terminando en un corto pulvínulo; láminas aplanadas, ovadas, asimétricas, teseladas. Inflorescencia una espiga solitaria terminal de pseudoespiguillas dispuestas en espiral en el delgado raquis angular, desarticulándose de éste en grupo y por lo general pendiendo por algún tiempo de la punta del mismo, enredadas en las aristas ensortijadas y retorcidas; pseudoespiguillas teretes, sésiles, usualmente con 11 brácteas rígidas espiralmente imbricadas; brácteas 1–5 mucho más cortas que el resto, dispuestas en espiral, bráctea 6 la más larga, rematada en una arista alargada, retorcida, enrollada en espiral, brácteas 7 y 8 lado con lado, brácteas 9–11 verticiladas, formando un cono alrededor de la flor bisexual; lodículas ausentes; estambres 6, unidos en la base de los filamentos; ovario fusiforme; estilos 3. Fruto una cariopsis.

## Taxonomía
El género fue descrito por Heinrich Adolph Schrader y publicado en  Flora Brasiliensis seu Enumeratio Plantarum 2(1): 536. 1829. La especie tipo es: Streptochaeta spicata Schrad. ex Nees

## Etimología
Streptochaeta: nombre genérico que deriva del griego: strepto = "retorcido" y chaeta = "pelos largos".

## Citología
El número cromosómico básico es x = 11, con números cromosómicos somáticos de 2n = 22. diploide

## Especies aceptadas
A continuación se brinda un listado de las especies del género Streptochaeta aceptadas hasta noviembre de 2013, ordenadas alfabéticamente. Para cada una se indica el nombre binomial seguido del autor, abreviado según las convenciones y usos.
- Streptochaeta angustifolia Soderstr.
- Streptochaeta sodiroana  Hack. ex Sodiro
- Streptochaeta spicata Schrad. ex Nees